# Sinfonía n.º 1 (Sibelius)

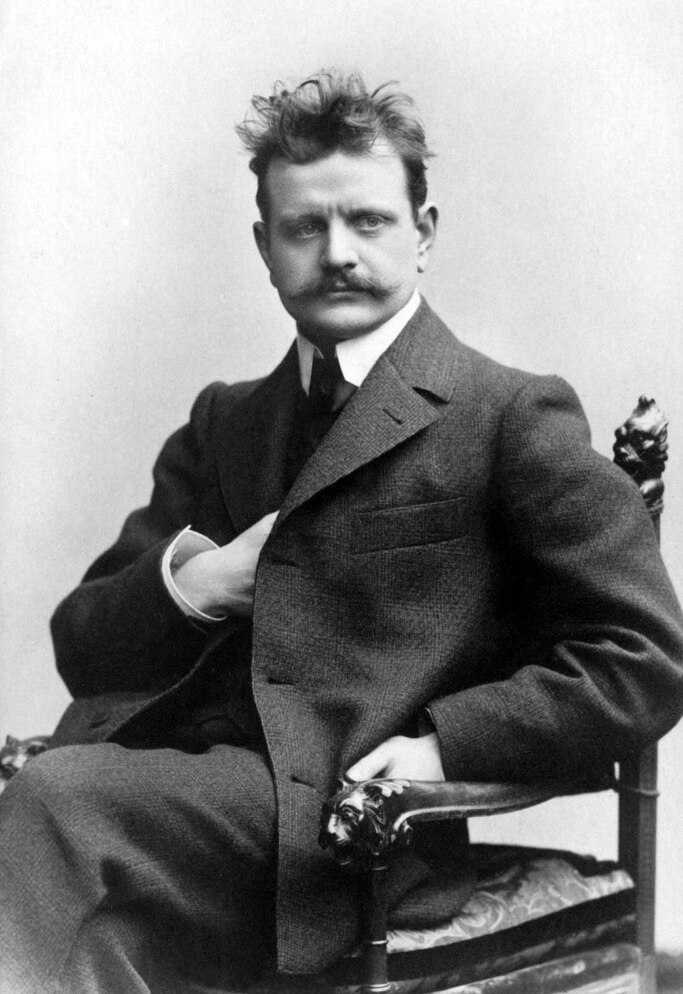
Sibelius en 1890

La Sinfonía n.º 1 en mi menor, Op. 39 fue compuesta por Jean Sibelius entre 1898 y 1899.

## Historia

### Composición
La composición se desarrolló desde 1898 hasta principios de 1899, cuando el compositor tenía 33 años. Por aquel entonces Sibelius ya tenía una trayectoria de música orquestal. Su vocabulario armónico, su aparato técnico, su estilo orquestal y su carácter temático (enraizado en el idioma finés) estaban firmemente establecidos y organizados. Si, como criticaron los Beckmesser desde el principio, la primera sinfonía tiene aquí y allá ecos de Chaikovski, también los tienen obras contemporáneas de Aleksandr Glazunov y Serguéi Rajmáninov como la Sinfonía n.º 1; la Sinfonía Patética de Piotr Ilich aún no tenía seis años cuando se estrenó la primera de Sibelius.
El maestro finlandés concibió el plan de la obra en Berlín durante la primavera de 1898. Dicho plan requería música programática. 
- El primer movimiento era para describir: “el viento frío que sopla del mar”.
- El segundo movimiento se inspiraba en Heine: “el pino del norte sueña con la palma del sur”.
- El tercer movimiento sería un "cuento de invierno".
- El cuarto movimiento "cielo de Jorma", hacía referencia a la novela Panu de Juhani Aho, publicada en 1897.

Este plan no se llevó a cabo y parece que no jugó ningún papel en lo que finalmente se convirtió en la primera sinfonía. Por otra parte en el libro de bocetos hay entusiastas referencias a Berlioz. 
Sibelius dio los últimos toques a su sinfonía en la primavera de 1899, en medio de una situación políticamente volátil. El "Manifiesto de febrero" emitido por el zar de Rusia pretendía restringir la autonomía del Gran Ducado de Finlandia y Sibelius reaccionó con varias composiciones expresando su protesta. Esta pieza fue precedida por el poema sinfónico Kullervo, Op. 7 escrito en 1892. A medida que el patriotismo finés se endurecía hasta convertirse en resistencia, Sibelius se convirtió en un emblema tanto en su país como en el extranjero.

### Estreno y publicación
El estreno se celebró el 26 de abril de 1899 en Helsinki y corrió a cargo de la Orquesta Filarmónica de Helsinki, dirigida por el propio compositor. En ese mismo concierto se estrenó la Canción de los atenienses, Op. 31/3, que despertó el entusiasmo del público, pero por supuesto los críticos también prestaron atención a la sinfonía. "La mayor obra de la pluma de Sibelius", escribió Oskar Merikanto en Päivälehti. Esta versión original de la composición, que originalmente se llamó Sinfonía en mi menor o Sinfonía en cuatro movimientos, no ha sobrevivido.
Después del estreno, Sibelius hizo algunas revisiones que completó durante la primavera y el verano de 1900 para la gira europea que emprendería la orquesta dirigida por su amigo, Robert Kajanus. Esta es la versión de la sinfonía que se interpreta actualmente. El ambiente era muy triste, ya que la tercera hija de Sibelius, Kirsti, había muerto a causa de una enfermedad. Tenía poco más de un año y su esposa Aino había enfermado después de perder a su hija. 
El estreno de la versión definitiva tuvo lugar el 18 de julio de 1900 en Berlín, con la interpretación de la Filarmónica de Helsinki bajo la batuta de Robert Kajanus.

## Instrumentación
La partitura está escrita para una orquesta formada por:
- Viento madera: 2 flautas (ambas doblando a flautines), 2 oboes, 2 clarinetes (en la en los movimientos I y IV, y en si bemol en II y III), 2 fagotes.
- Viento metal: 4 trompas, 3 trompetas, 3 trombones, 1 tuba.
- Percusión: timbales, bombo, platillos, triángulo.
- Cuerda: arpa y una sección de cuerdas con violines I y II, violas, violonchelos y contrabajos.

## Estructura y análisis
La sinfonía consta de cuatro movimientos:
- I. Andante, ma non troppo 2
2 – Allegro energico, en mi menor 6
4 ( = 108)
- II. Andante (ma non troppo lento), en mi bemol mayor 2
2 ( = 54)
- III. Scherzo. Allegro, en do mayor 3
4 ( = 108)
- IV. Finale (Quasi una fantasia): Andante 2
2 – Allegro molto – Andante assai – Allegro molto venir prima – Andante (ma non troppo), en mi menor

La interpretación de esta obra dura aproximadamente entre 35 y 40 minutos. Muchos directores de orquesta deciden adoptar un tempo más lento que las velocidades sugeridas por Sibelius, en particular, en la parte rápida (Allegro energico) del primer movimiento. Debido a esto, muchas versiones de la sinfonía duran alrededor de 38 a 40 minutos (los editores sugieren una duración de 40 minutos). En la grabación de la obra por Osmo Vänskä, publicada en 1997, el primer movimiento se interpreta con la marca de metrónomo sugerida por Sibelius y tiene una duración de 9:42 (en comparación con los 10:30–11:30 minutos de duración de la mayoría de las otras grabaciones). La sustancia melódica y las sonoridades son voluptuosas sin reventar los corsés del decoro o la modestia. La sinfonía se caracteriza por su uso de solos de cuerda y de viento madera; el primer movimiento se abre con un largo y discursivo solo de clarinete sobre redoble de timbal; esta idea regresa al inicio del cuarto movimiento, un fortissimo en las cuerdas, con el viento y metales en acompañamiento acordal, y los subsiguientes movimientos incluyen solos de violín, viola y violonchelo.

### I.Andante, ma non troppo – Allegro energico
El primer movimiento, Andante, ma non troppo – Allegro energico, está escrito en la tonalidad de mi menor, en compás alla breve que luego pasa a 6/4 y sigue la forma sonata con introducción. Todo el primer movimiento está unificado por un tema que se escucha al principio, interpretado por un solo clarinete sobre un suave redoble de timbales, luego sin acompañamiento. De un modo u otro, la abundancia de temas en un movimiento muy argumentado se deriva de esta apertura, de manera más ingeniosa en un episodio para flautas staccato tocando en terceras sobre cuerdas y arpa, ampliamente desarrollado más tarde, pero que no se repite antes de dos acordes de tónica al final.

### II.Andante (ma non troppo lento)
El segundo movimiento, Andante (ma non troppo lento), está en mi bemol mayor, en compás alla breve y responde a una adaptación libre de la forma ternaria ABA. En lugar de material nuevo, la sección B del Andante desarrolla el tema principal de A y luego retoma sólo ese tema. Aquí más que en ninguna otra parte, la Patética de Pyotr Il'yich proyecta una sombra lúgubre ocasional sobre pasajes aislados de cuerda y fagot.

### III.Scherzo.Allegro
El tercer movimiento, Scherzo. Allegro, está en do mayor, en compás de 3/4 y sigue una forma sonata con desarrollo extendido. El contundente y precipitado Scherzo, con una sección en do mayor, re bemol mayor y sol mayor, devuelve el protagonismo a los timbales. La parte central está en mi mayor y se toca lento y sostenuto, hasta llegar a una transición de vuelta a la sección de canto en do mayor, donde el material anterior en re bemol mayor se repite en sol bemol mayor antes de una acelerada coda.

### IV.Finale (Quasi una fantasia). Andante
El cuarto y último movimiento, Finale (Quasi una fantasia). Andante, retoma la tonalidad inicial y el compás alla breve. Estructuralmente es una forma sonata con introducción. Arranca con el mismo tema en mi menor que abrió la sinfonía, aquí interpretado de forma vibrante por violines, violas y violonchelos antes de su desarrollo fragmentario por parejas o grupos de vientos. Pero esto no es más que la introducción a un Finale en forma sonata. Su grupo principal de rápidos segmentos -casi fragmentos- con sabor folclórico establece un segundo tema lírico interpretado por violines al unísono en la cuerda de sol. A continuación, el grupo del tema principal se desarrolla ampliamente, rozando el melodrama, tras lo cual regresa el tema bárdico de la cuerda sol. También se desarrolla hasta alcanzar un clímax apasionado antes de que el cierre se haga eco del movimiento inicial: dos acordes de mi menor, ahora suaves en lugar de fuertes, y pizzicato en lugar de sostenuto.

## Recepción de la obra
Durante la gira en el verano de 1900 la primera sinfonía se convirtió en la obra con la que Sibelius alcanzó el despegue internacional de su fama. Recibió elogios de la crítica en Estocolmo, Copenhague, Hamburgo, Berlín y, en menor medida, en París. Su música atrajo cada vez más seguidores en Gran Bretaña y Estados Unidos (pero ninguno en Francia, Italia o Viena). La sinfonía se consideró inspirada en Chaikovski, pero lo que es más importante, fue recibida por el público como la voz de un fascinante nuevo compositor. Dejando a un lado la política, a los directores de orquesta rusos y a los asistentes a los conciertos les gustaba casi tanto, especialmente la Primera y la Segunda sinfonías. Aunque la Sinfonía n.º 2 es técnicamente más segura y estructuralmente más ajustada, la n.º 1 es la más memorable melódicamente y la más volátil emocionalmente.

## Discografía selecta

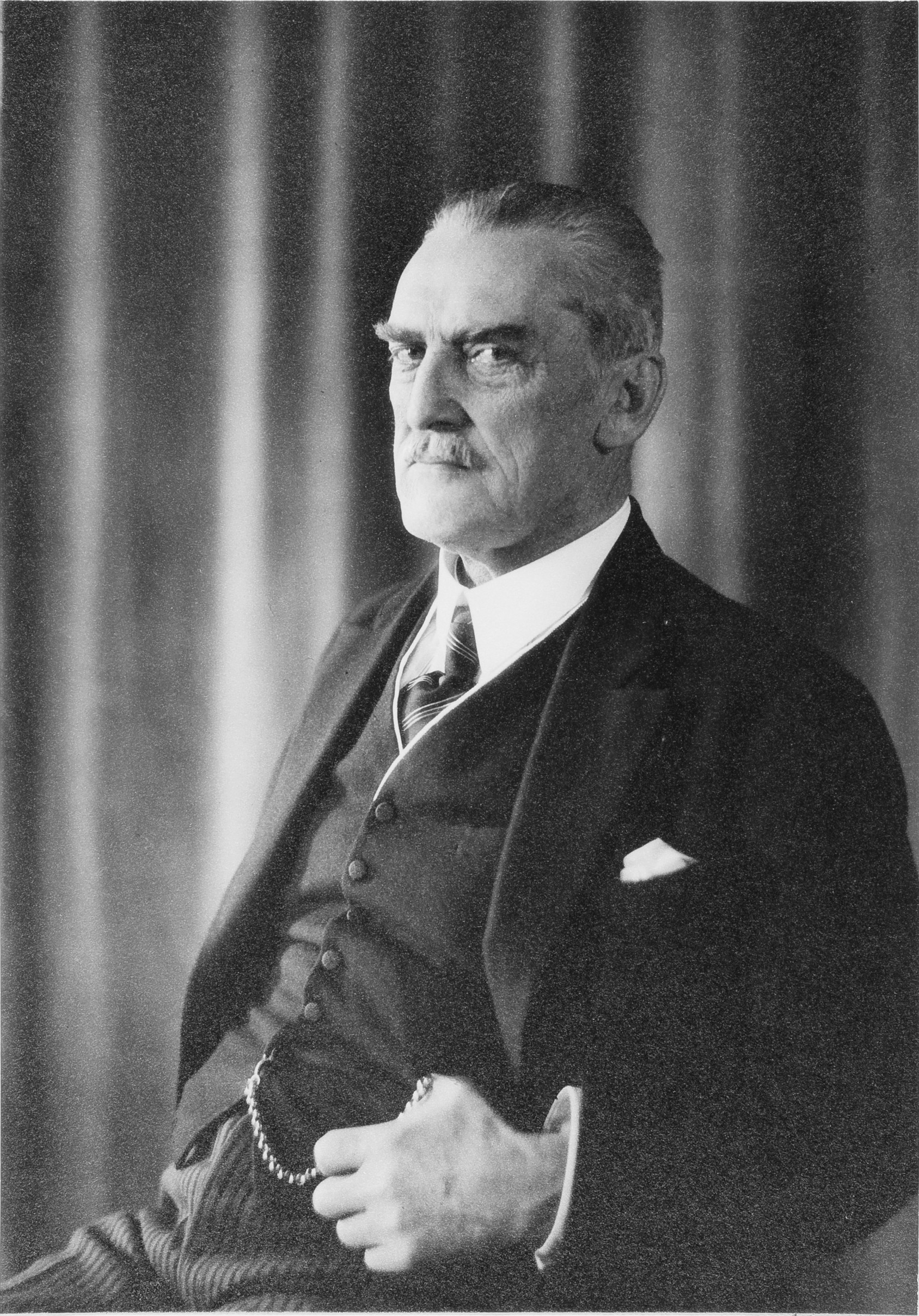
Robert Kajanus, director de la primera grabación de la pieza.

La primera grabación se realizó bajo los auspicios de la Sociedad Sibelius para el sello His Master's Voice y fue llevada a cabo en 1930 por el maestro finlandés Robert Kajanus con la Sinfónica de Londres. Las Sinfonías n.º 1 y n.º 2 se grabaron en el Central Hall Westminster los días 21-23 y 27-28 de mayo, respectivamente.
Desde entonces esta pieza ha sido objeto de numerosas grabaciones:
- 1930 – Robert Kajanus, Orquesta Sinfónica de Londres (HMV).
- 1952 – Sixten Ehrling, Real Orquesta Filarmónica de Estocolmo (Finlandia 3984-22713-2; 3 discos).[13]
- 1963 – Lorin Maazel, Orquesta Filarmónica de Viena (Decca Classics 478 8541; Set 4 discos: The Seven Symphonies).[14]
- 1969 – John Barbirolli, Orquesta Hallé de Mánchester (EMI Classics 5 67299 2; Set 5 discos: The Sibelius Edition).[15]
- 1981 – Herbert von Karajan, Orquesta Filarmónica de Berlín (EMI Classics CDM7 69028-2).
- 1990 – Mariss Jansons, Orquesta Filarmónica de Oslo (EMI Classics CDC7 54273-2).
- 1993 – Jukka-Pekka Saraste, Orquesta Sinfónica de la Radio Finlandesa (Finlandia; Warner Music 4509-99963-2; 3 discos).[16]
- 1994 – Colin Davis, Orquesta Sinfónica de Londres (BMG Classics 09026-68183-2).[4]
- 1997 – Osmo Vänskä, Orquesta Sinfónica de Lahti (BIS CD-861).
- 2022 – Klaus Mäkelä, Orquesta Filarmónica de Oslo (Decca Classics 485 2256; 4 discos).[17] Incluye Tapiola, todas las sinfonías y fragmentos de la Sinfonía n.º 8 'perdida'.